# Lavotchkine La-134
Le Lavotchkine La-134 (en russe : Лавочкин Ла-134) était un prototype de chasseur conçu et fabriqué par le bureau d'études (OKB) Lavotchkine en Union soviétique juste après le début de la guerre froide. 
Il déboucha sur le Lavotchkine La-11 de série.